# 广西悬钩子
广西悬钩子（学名：Rubus kwangsiensis）为蔷薇科悬钩子属的植物，是中国的特有植物。分布在中国大陆的广西等地，生长于海拔1,500米至1,900米的地区，多生于山顶林下，目前尚未由人工引种栽培。